# ابزار حکومت (۱۷۷۲)

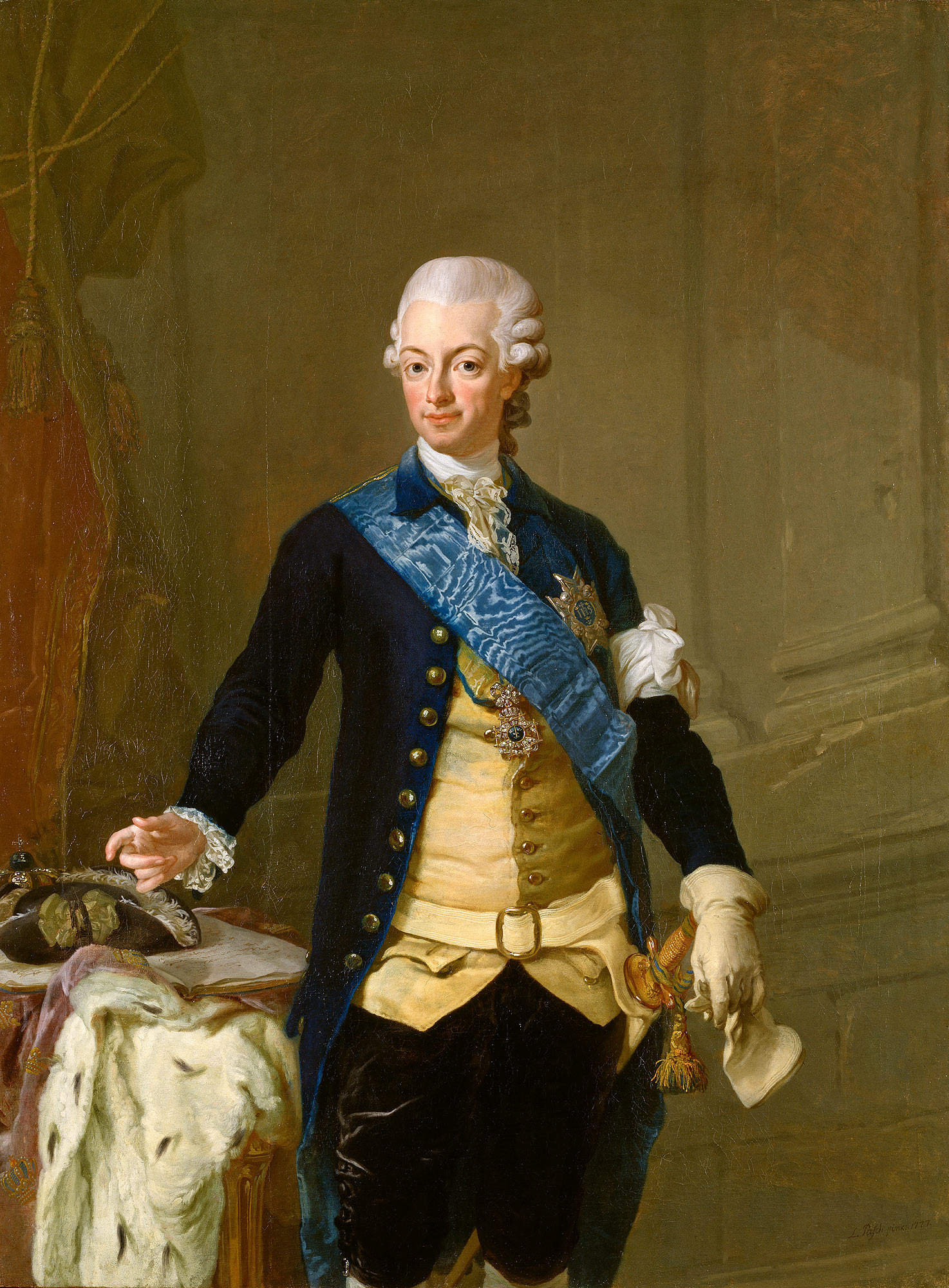
شاه گوستاو سوم سوئد

ابزار حکومت (انگلیسی: Instrument of Government) (به سوئدی: regeringsform) قانون اساسی پادشاهی سوئد از سال ۱۷۷۲ تا ۱۸۰۹ بود. این قانون در پی انقلاب ۱۷۷۲، یک کودتای خودخواسته توسط شاه گوستاو سوم، منتشر شد و جایگزین قانون اساسی ۱۷۲۰ شد که در بیشتر دوران آزادی (۱۷۱۹-۱۷۷۲) برقرار بود. اگرچه در تئوری، قانون اساسی ۱۷۷۲ صرفاً موازنه قدرت بین سلطنت و پارلمان سوئد (پارلمان سوئد) را تنظیم مجدد کرد، بدون اینکه وضعیت سوئد را به عنوان سلطنت مشروطه تغییر دهد، اما در عمل عموماً به عنوان ایجاد سلطنت مطلقه تلقی می‌شود، به ویژه پس از اصلاح آن در سال ۱۷۸۹ توسط قانون اتحادیه و امنیت، که قدرت سلطنتی را به قیمت پارلمان تقویت کرد. این قانون در طول دوران گوستاوی همچنان پابرجا ماند، تا اینکه در نتیجه کودتای ۱۸۰۹ با قانون اساسی ۱۸۰۹ جایگزین شد.